# Sympiesis pulcherrima
Sympiesis pulcherrima is een vliesvleugelig insect uit de familie Eulophidae. De wetenschappelijke naam is voor het eerst geldig gepubliceerd in 1915 door Dodd.